# Malmgårds à Stockholm
 (mars 2016).
Si vous disposez d'ouvrages ou d'articles de référence ou si vous connaissez des sites web de qualité traitant du thème abordé ici, merci de compléter l'article en donnant les références utiles à sa vérifiabilité et en les liant à la section « Notes et références ».

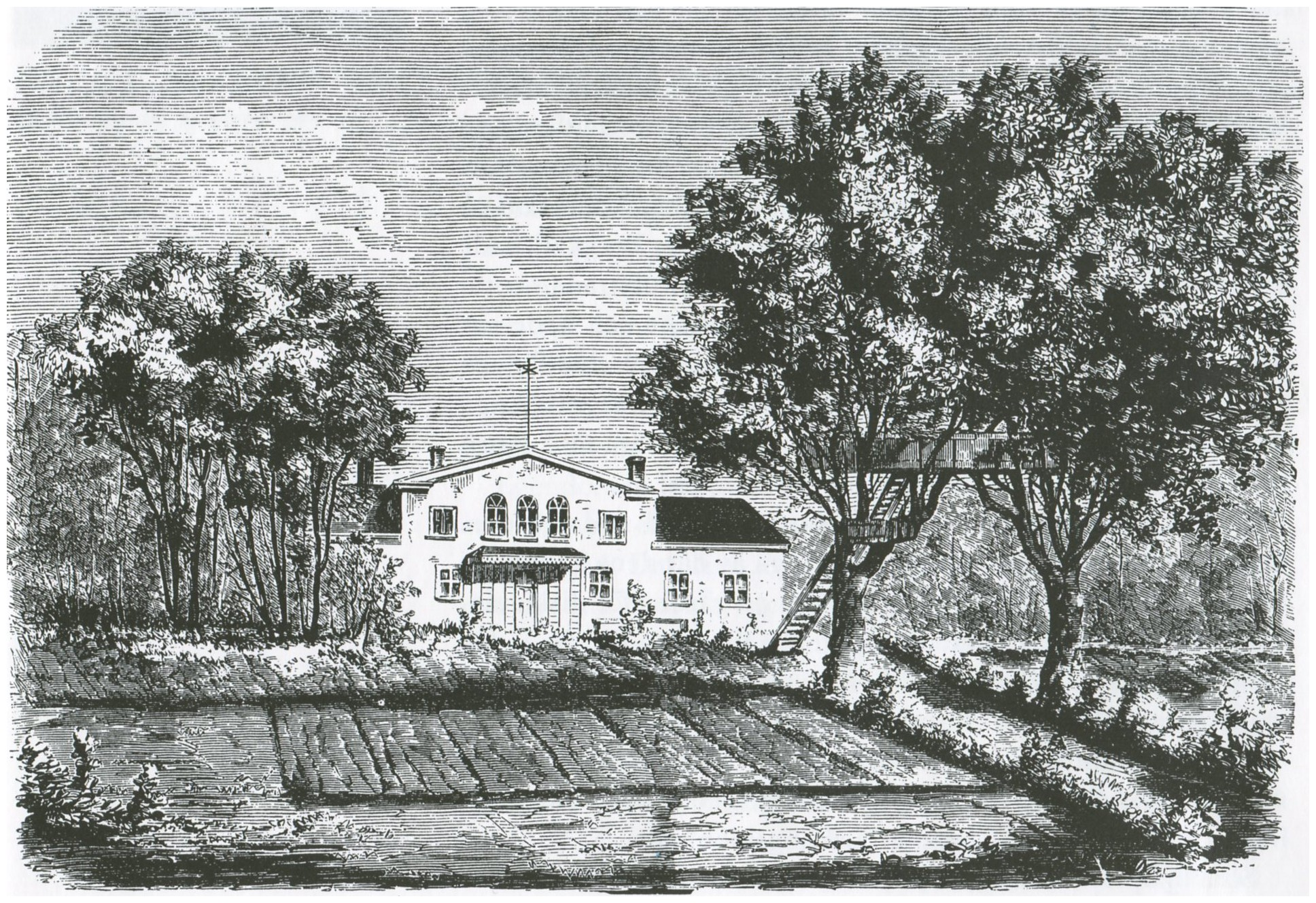
Le malmgård de Blanche doit son nom à August Blanche qui y vécut au XIXe siècle. Il a été démoli en 1889.

Le terme malmgård désigne à Stockholm un type de résidences construites au XVIIe siècle et au XVIIIe siècle.
Il s'agissait à l'origine de vastes propriétés, construites dans les faubourgs par la bourgeoisie et la noblesse. Du fait de la croissance de la commune de Stockholm, les bâtiments qui subsistent sont aujourd'hui situés dans le centre-ville.

## Étymologie et définition

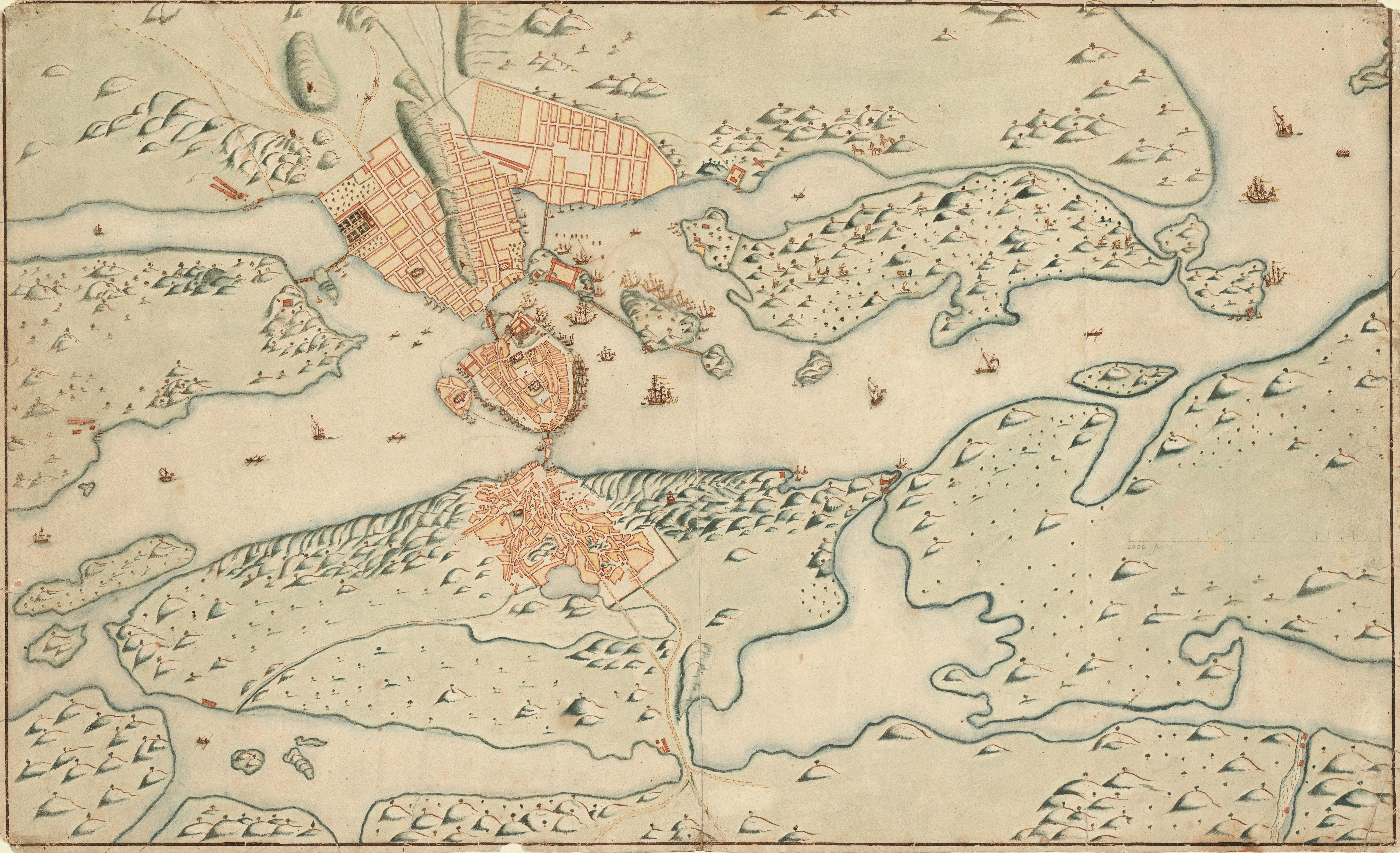
Carte de Stockholm en 1642. La ville se limite alors à la zone orangée.

Le mot malmgård est apparu en Suède au milieu du XVIIe siècle. Il est composé de :
- malm, un terme utilisé autrefois pour désigner les faubourgs de Stockholm, c'est-à-dire les terrains situés en dehors de la vieille ville. On retrouve ce terme aujourd'hui dans le nom des districts du centre de Stockholm : Norrmalm, Östermalm et Södermalm – littéralement malm du nord, de l'est et du sud.
- gård, un terme qui désigne une (vaste) propriété et/ou le bâtiment qui y est érigé, c'est-à-dire approximativement un domaine et/ou un manoir.

C'est par un décret de 1636 que les bourgeois de Stockholm sont autorisés à construire des résidences et à cultiver la terre dans les faubourgs de la capitale. Il leur est toutefois interdit de s'y domicilier fiscalement, et une partie de leur récolte doit être cédée à la commune.
Les malmgårds sont le plus souvent luxueux et se rapprochent donc des manoirs que l'on trouve dans les campagnes. Ils sont surtout utilisés comme résidence d'été ou de loisir par la noblesse et la bourgeoisie. Certains bâtiments n'étaient donc pas isolés thermiquement. Avant tout, les malmgårds disposent de vergers et de jardins, où l'on cultive de tout, y compris des plantes médicinales et des fruits exotiques (qui en hiver sont mis à l'abri dans des orangeries). On trouve aussi souvent des kiosques dans les jardins, qui servent d'ornements ou de salles de réception en plein air durant l'été. Posséder un malmgård devient rapidement une affaire de prestige. On en trouve essentiellement à Norrmalm, mais aussi à Södermalm et à Kungsholmen. La plupart des 38 bâtiments qui ont survécu se trouvent à Södermalm.

## Malmgård de Cedersdal
59° 20′ 58,9″ N, 18° 03′ 02,64″ E

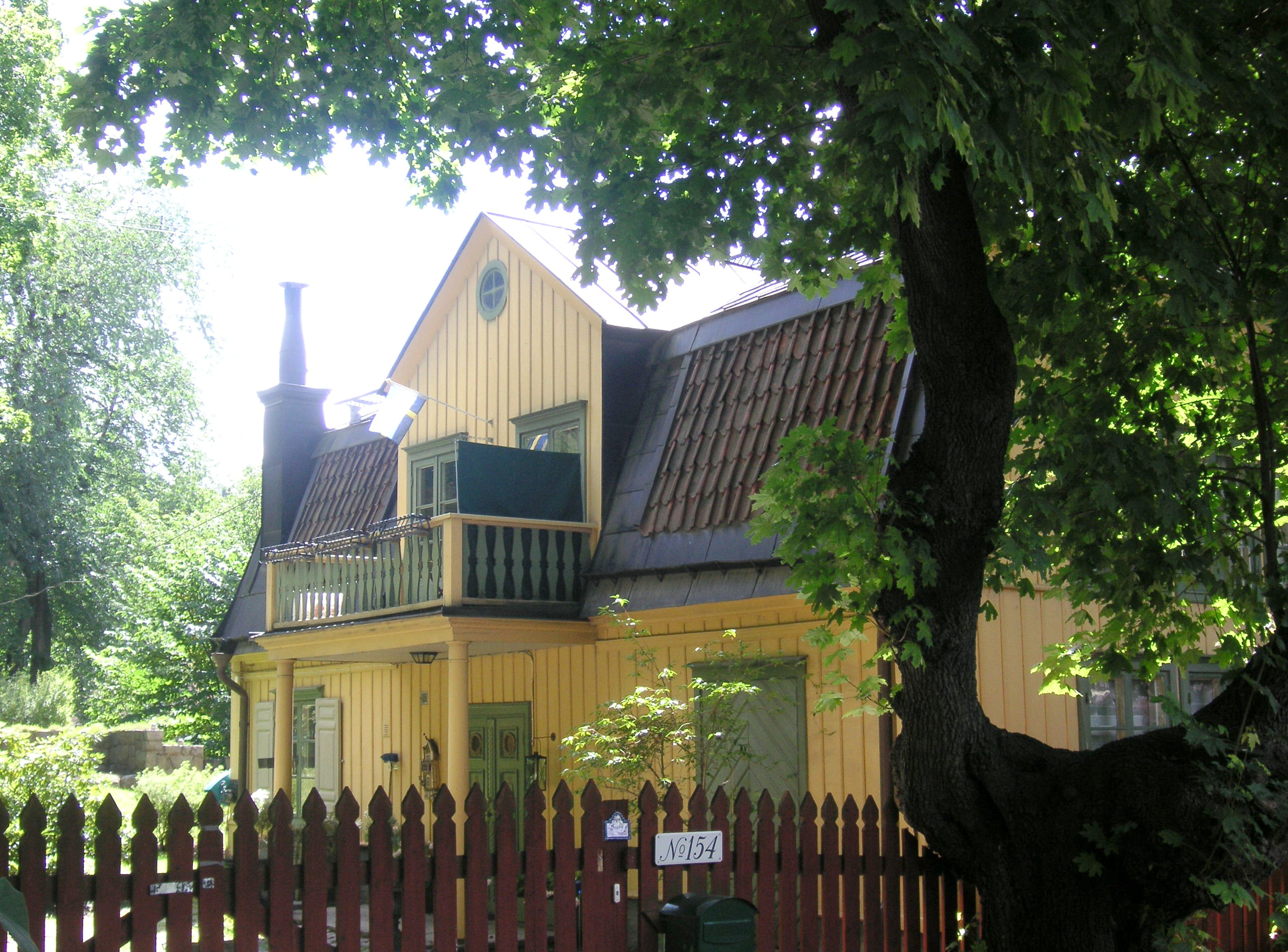
Le malmgård de Cedersdal en 2008.

Le malmgård de Cedersdal est situé dans le nord de Norrmalm, tout près de la place Sveaplan. Le bâtiment, qui remonte au début du XVIIIe siècle, a été construit à l'initiative du planteur de tabac Peter Cedersgren. C'est une maison en bois de taille relativement modeste, dont les façades sont peintes en jaune. En 1783, le bâtiment est rénové pour le compte du juge Widberg.
C'est en 1809 que le domaine est enregistré pour la première fois sous le nom de Cedersdal. Le domaine a donné son nom à l'actuelle rue Cedersdalsgatan qui s'étend au nord du bâtiment. On trouve toujours sur les lieux un hangar qui servait pour le séchage des feuilles de tabac. De tous les malmgårds qui occupaient autrefois le nord de Norrmalm, Cedersdal est l'un des rares à avoir échappé à la démolition.

## Malmgård de Hårleman
59° 20′ 10″ N, 18° 03′ 33″ E

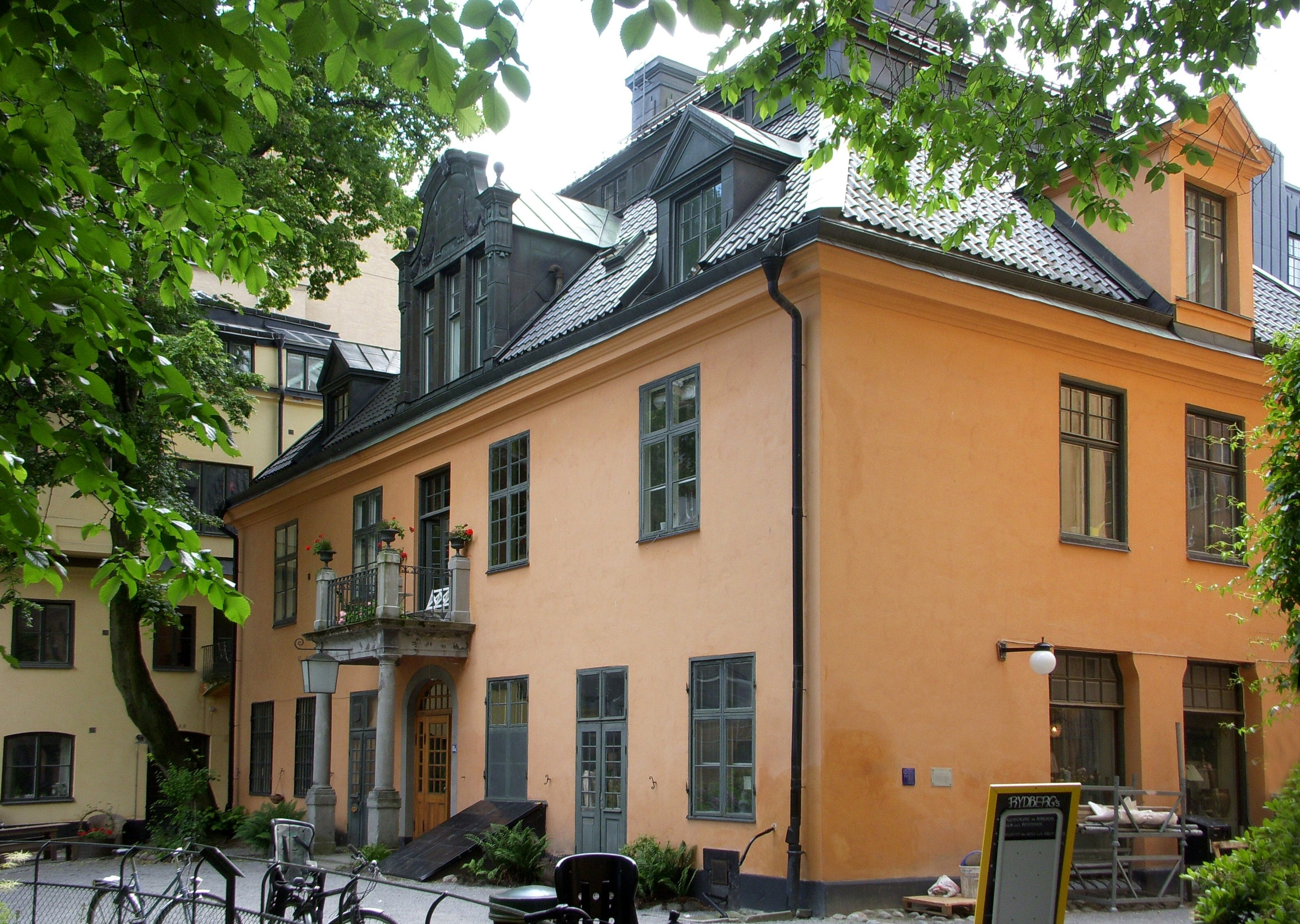
Le malmgård de Hårleman en 2009.

Le malmgård de Hårleman est situé dans le quartier de Norrmalm, au numéro 88A de la rue Drottninggatan, à l'entrée d'un petit parc qui donne sur la piscine Centralbadet. Ancienne résidence de l'architecte Carl Hårleman, c'est l'un des rares malmgårds du début du XVIIIe siècle conservé jusqu'à ce jour dans le centre de Stockholm.
À la fin du XVIIe siècle, la propriété appartient au jardinier du roi Johan Hårleman, père de l'architecte Carl Hårleman. Le bâtiment est construit dans les années 1710 pour la veuve de Johan, Eva Johanna Hårleman (née Baartz), puis est rénové par Carl Hårleman à l'occasion de son mariage en 1748. Les héritiers de Hårleman revendent le malmgård en 1780 au fabricant de soie Abraham Westman.
En 1901, l'architecte Wilhelm Klemming fait l'acquisition de la propriété, où il s'installe après de nouveaux travaux de rénovation. Il réammenage le parc et dessine les plans de la piscine Centralbadet, qui est inaugurée en 1904.

## Malmgård de Molitor
59° 18′ 36″ N, 18° 02′ 40″ E

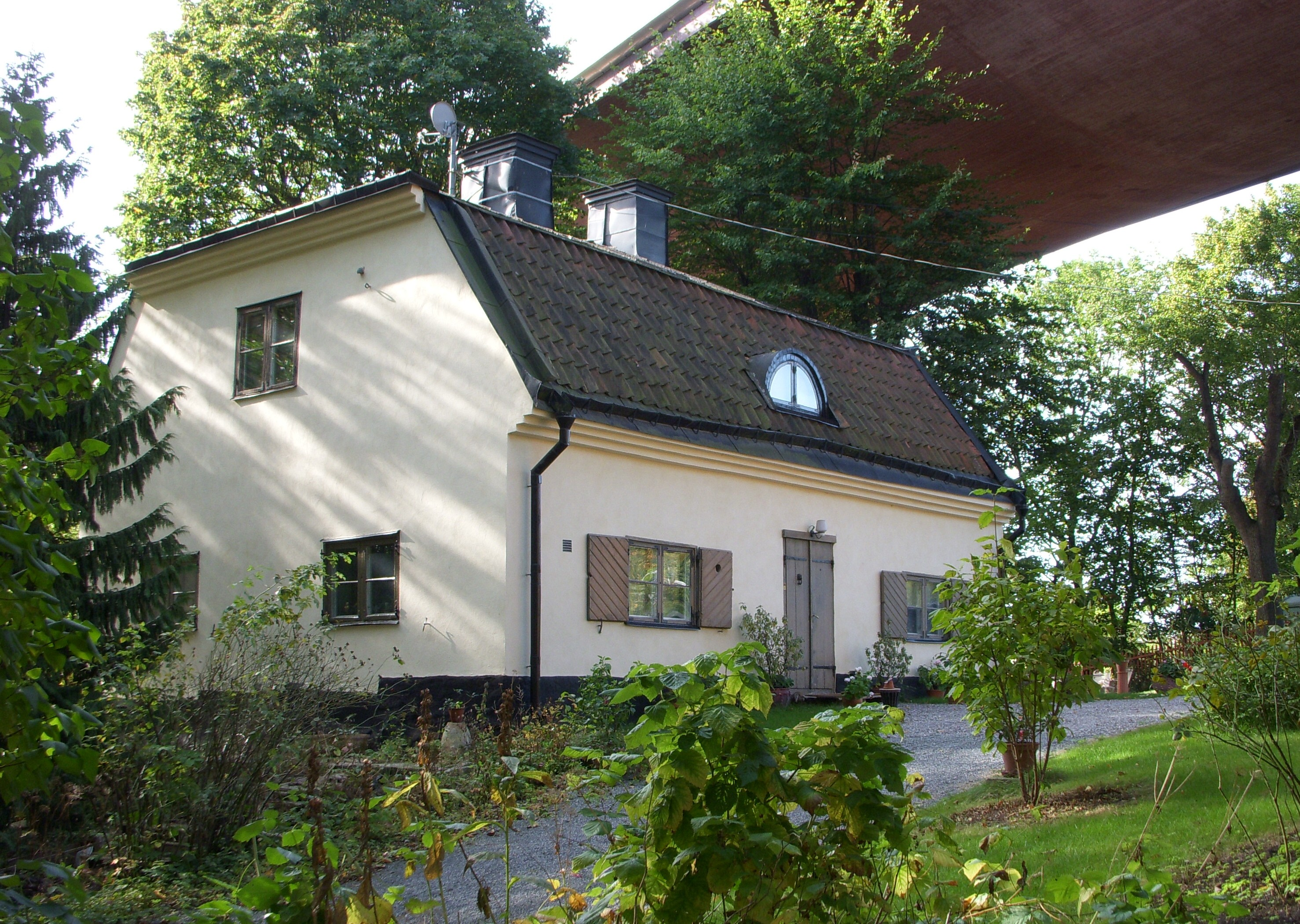
Le bâtiment principal en 2009.

Le malmgård de Molitor est situé à Södermalm, en dessous des ponts d'Årsta. Il doit son nom à l'apothicaire Molitor, qui émigra en provenance d'Allemagne au milieu du XVIIe siècle. La famille Molitor était fameuse pour son jardin de plantes médicinales, qui vraisemblablement était situé à proximité du domaine. Les premiers bâtiments remontent au début du XVIIIe siècle. À cette époque, le domaine se trouve au bord de la route de Brännkyrka et à proximité du Dantobommen, l'un des nombreux postes d'octroi de Stockholm.
Dans la famille Molitor, on trouve trois générations de Christian. Le premier immigre d'Allemagne, et devient propriétaire de la pharmacie Engelen. Le troisième, petit-fils du premier, est propriétaire de la pharmacie et du malmgård jusqu'à sa mort en 1736, à seulement 44 ans. C'est sa fille qui hérite de la propriété, mais elle la revend à la couronne, qui à son tour la cède au contrôleur des pharmacies G. Sandberg en 1847. En 1855, la sucrerie Tanto se porte acquéreur du domaine, dont elle reste propriétaire jusqu'en 1962.
Il ne reste plus rien aujourd'hui du jardin de plantes médicinales. Seuls sont conservés le bâtiment principal, une annexe en pierre et une dépendance en bois peinte en rouge. L'aile du bâtiment principal a été démolie, et une deuxième dépendance en bois a été détruite par un incendie. D'après certains documents, il y aurait même eu une autre dépendance ainsi qu'un kiosque de jardin sur la propriété. À la fin des années 1920, le pont d'Årsta est édifié au-dessus de la propriété, et au début des années 2000, un deuxième pont vient s'ajouter au premier. Le malmgård de Molitor est aujourd'hui situé dans l'ombre des deux ouvrages.

## Malmgård de Pasch
59° 21′ 07″ N, 18° 03′ 10″ E

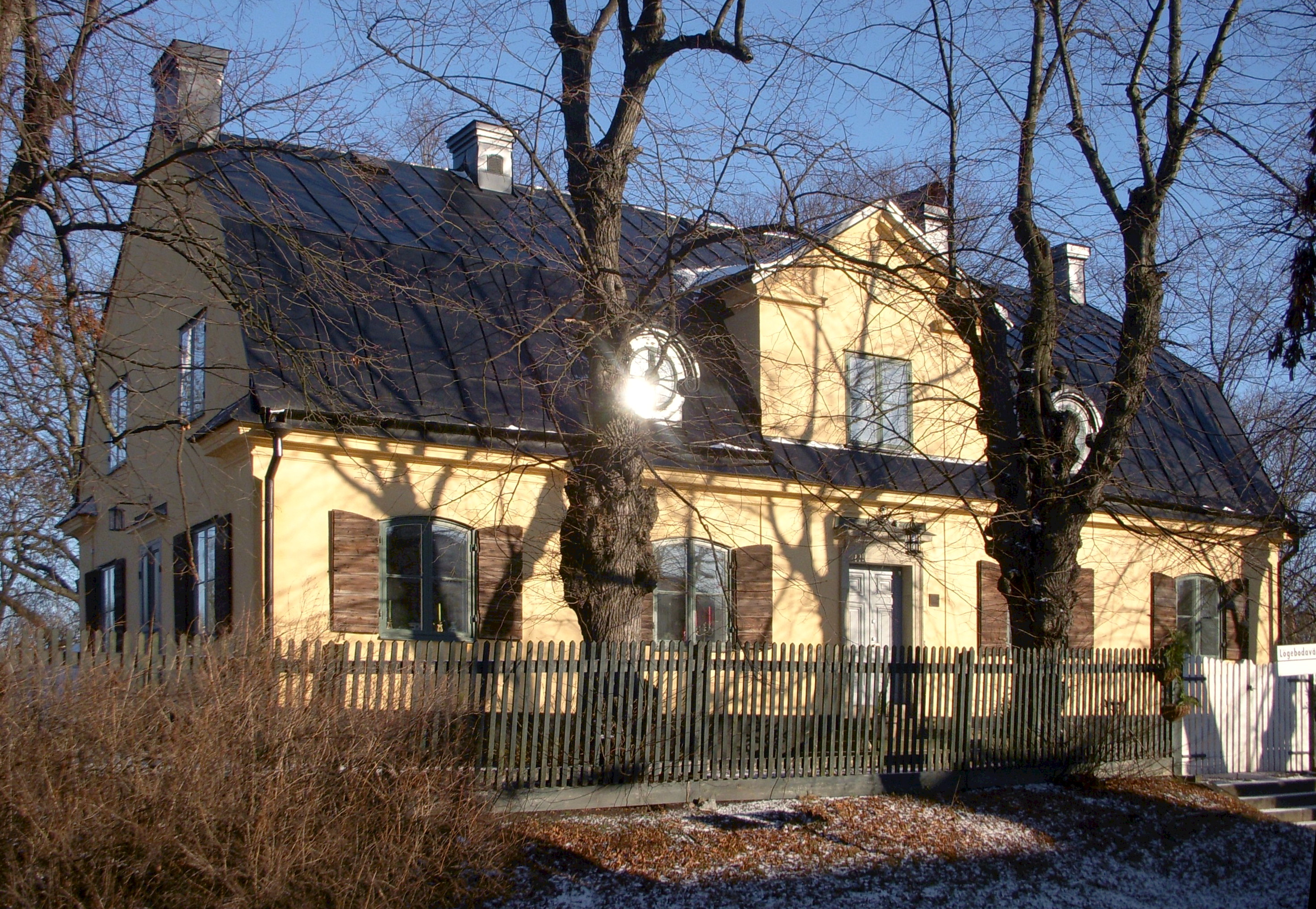
Le malmgård de Pasch en février 2009.

Le malmgård de Pasch est situé dans le parc Bellevue, à l'extrémité nord de Norrmalm. Il a été construit en 1757 par le peintre Johan Pasch.
L'histoire de ce domaine remonte à 1724, lorsqu'Anders Olsson Wahlberg demande une autorisation pour l'aménagement de la zone située entre le lac Ormträsket (emplacement de l'actuel centre Wenner-Gren) et le lac Brunnsviken. La propriété passe de main en main, avant son achat par Johan Pasch en 1755. De retour d'un voyage en Italie, Pasch y fait construire un bâtiment de style rococo sur des plans de son ami Jean Eric Rehn. Les intérieurs, qui n'ont pas été conservés, sont particulièrement luxueux, on y trouve des tapisseries peintes à l'huile, de belles moulures de porte et de magnifiques poêles. Le jardin dispose quant à lui d'une terrasse, d'un kiosque, d'une fontaine, d'un décor peint et de décorations d'inspiration italienne. On y aménage aussi un potager et on construit, le long de l'allée de tilleuls, une écurie, une annexe, un poulailler et un hangar pour le séchage du tabac.
Après la mort de Pasch en 1769, c'est Rehn qui hérite de la propriété. Il poursuit tout d'abord les travaux de décoration, mais étant à court d'argent, il la revend en 1782 au gouverneur général Carl Sparre.
Sparre fait construire une nouvelle annexe, un bâtiment en bois appelé  château de bois, et dispose sa vaste collection d'art dans le bâtiment principal. Il charge aussi Fredrik Magnus Piper de l'aménagement d'un parc anglais autour du domaine, qui prend le nom de parc Bellevue. À la mort de Sparre, le roi Gustave III achète le domaine, qui devient propriété de la couronne et résidence d'été de la famille royale et de ses hôtes.
Au début du XIXe siècle, la propriété n'est plus occupée, et dans les années 1830, des vers à soie s'y installent. C'est en effet l'association pour la sériculture à domicile qui devient propriétaire du domaine. On plante même des mûriers dans le jardin. Les résultats ne sont toutefois pas à la hauteur des espérances, et le projet est abandonné en 1890.
Après les vers à soie, c'est le tour des amis du bricolage, puis dans les années 1930 d'une œuvre de charité pour mères célibataires. Après la Seconde Guerre mondiale, le bâtiment abrite une crèche finlandaise. C'est à cette époque que la propriété est reliée aux réseaux de distribution d'eau et d'électricité, et au tout-à-l'égout. En 2006, le malmgård de Pasch est transformé en salle des fêtes et de conférences.

## Malmgård de Reimers
59° 19′ 08″ N, 18° 01′ 28″ E

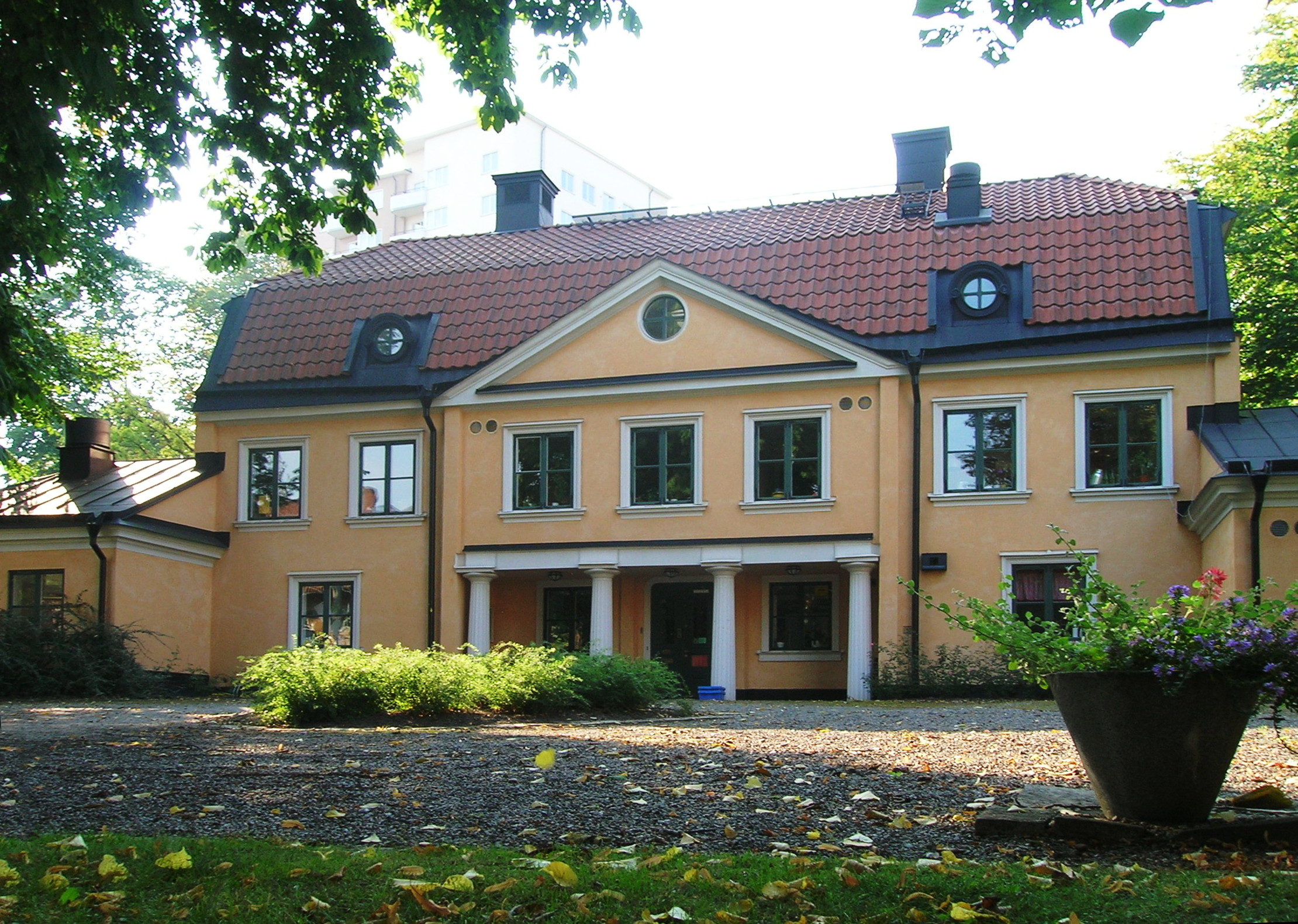
Le malmgård de Reimers en 2005.

Le malmgård de Reimers est situé sur l'île de Reimersholme dans l'ouest de Stockholm. C'est le chapelier Anders Reimers qui a donné son nom à l'île. En 1782, il prend en location la partie est de l'île, avant de se porter acquéreur en 1784 du domaine qui y est situé. Homme d'affaires talentueux, Reimers devient rapidement juge et parlementaire, et est actif dans diverses organisations.
En 1794, le bâtiment d'origine est rénové et agrandi. C'est de cette époque que remontent le toit de tuiles rouges et le porche d'entrée décoré de colonnes blanches. Une allée conduit du bâtiment aux rives du lac Mälar. Au nord, on construit une écurie, un hangar et un poulailler. À l'ouest, on aménage, au terme de longs travaux de terrassement, un parc anglais. La terre excavée doit être emportée dans de nombreuses barges.
Anders Reimers vit dans son manoir jusqu'à sa mort en 1816. Pendant le XIXe siècle, le domaine passe entre différentes mains, et est divisé en différentes parcelles. Des industries s'installent bientôt sur l'île, bien que Reimers avait souhaité ne jamais y voir "d'entrepôts ou de fabriques". On y trouve en particulier une raffinerie de kérosène et une lainerie, mais surtout la distillerie de brännvin de Lars Olsson Smith. En été, Smith réside dans un autre domaine tout proche : le malmgård de Karlshäll, où il effectue de nombreux travaux.
Après Smith, le bâtiment passe de nouveau de main en main, et lorsque la lainerie fait faillite en 1934, c'est la coopérative immobilière HSB qui s'en porte acquéreur. Dans les années 1940, la HSB se lance dans la construction de logements sur l'île, et le bâtiment est transformé en crèche.
L'île abrite aujourd'hui environ 270 espèces végétales, dont certaines sont sans nul doute issues des plantations de Reimers.